# Austrelmis concors
Austrelmis concors is een keversoort uit de familie beekkevers (Elmidae). De wetenschappelijke naam van de soort werd in 1940 gepubliceerd door Howard Everest Hinton.